# Kansas Traditional Republican Majority
Le Kansas Traditional Republican Majority (KTRM) est un parti d'action politique fondé en 2005 dans l'État du Kansas. Il soutient une économie de centre-droit et des politiques sociales modérées. Son président est Becky Johnson. Il est lié au Republican Main Street Partnership.
Leur site annonce « Notre Parti Républicain doit être un modèle qui ne se réclame pas seulement du manteau d'Abraham Lincoln, Ronald Reagan, Dwight D. Eisenhower, et Nancy Kassebaum, mais qui soit également disposé à incarner leurs valeurs ».
Le KTRM s'est notamment opposé aux députés conservateurs républicains de la commission scolaire de l'État du Kansas qui voulait introduire l'enseignement du créationnisme ou du dessein intelligent en 2005 et 2006.
Il a aussi tenté de recentrer le parti républicain du Kansas. Pour cette raison, les conservateurs les ont désignés comme "RINO".
Il a reçu un fort soutien de l'ancien sénateur du Kansas et candidats à la vice-présidence aux élections de 1996 Bob Dole, et se sont aussi alliés avec d'autres groupes modérés tels que les Republican Main Street Partnership et les Républicains pour la protection de l'environnement.